# Andor Sas
Andor Sas (n. 22 ianuarie 1887, Seghedin, Ungaria – d. 23 august 1962, Bratislava, Cehoslovacia) a fost un istoric, istoric literar și  profesor universitar maghiar.

## Biografie
A absolvit studii la Universitatea din Budapesta, a fost coleg cu Mihály Babits, Gyula Juhász și Béla Balázs la Seminarul literar Négyesy, apoi a studiat în Germania. A fost apoi profesor particular al familiei Hatvany.
În 1919 a fost numit profesor de colegiu la Budapesta în perioada Republicii Sovietice, dar ulterior nu a mai fost angajat în învățământul de stat. A locuit la Viena pentru o scurtă perioadă de timp și în 1920 s-a stabilit în Cehoslovacia. A predat inițial la Academia Comercială din Muncaci, apoi din 1932 la Bratislava, iar din 1939 a fost profesor la un liceu maghiar. A fost membru al Cercului Galilei și al Asociația Scriitorilor Cehoslovaci și unul dintre fondatorii Societății Maghiare de Știință, Literatură și Artă din Cehoslovacia. A fost nevoit să stea ascuns în perioada 1939-1945.
În anii 1920-1930 a publicat studii istorice și lucrări de istorie economică. După 1948 a fost preocupat în principal cu diseminarea cunoștințelor. Începând din 1950 până la moartea sa a predat la Colegiul Pedagogic din Bratislava și apoi a fost șeful catedrei de limba maghiară de la Universitatea Comenius.
A publicat articole în Athenaeum, Egyetemes Philologiai Közlöny, Huszadik Század, Nyugat, Századunk, Magyar Figyelő, Magyar Újság și după 1948 în Új Szó, Fáklyá, Szabad Földműves și Irodalmi Szemlé. Amintirea sa a fost cultivată de studenții și de colegii săi precum Lajos Turczel, Rezső Szalatnai și Zoltán Szeberényi.
A fost înmormântat în Cimitirul din Bratislava.

## Lucrări
- Hölderlin Frigyes; Franklin Ny., Bp., 1909
- Szabadalmas Munkács város levéltára. 1376-1850. A régi városi archívum történetének, anyagának és csoportosítási rendjének ismertetése; Grünstein Ny., Munkács, 1927
- Beregi szálfák útja Munkácstól Danzigig. A munkácsi uradalom exportvállalkozása a napoleoni háborúk idején 1796-1803; Grünstein Ny., Mukačevo-Munkács, 1928
- Egy magyar nagybirtok történetéhez. A Schönborn-uralom a 18. században; Századunk, Bp., 1931 (A "Századunk" könyvtára)
- Riedl Szende hídverési kísérlete a cseh és magyar szellemiség között a Bach-korszak Prágájában 1854–1860, 1937.
- Történelmi és irodalmi tanulmányok. Pozsony, 1953.
- Balassi Bálint. Fáklya IV/12, 7-10, 1954.
- Magyar humoristák. Petőfi Sándor, Jókai Mór és mások vidám írásai. Gyűjtemény; sajtó alá rend., bev. Sas Andor; Csehszlovákiai Magyar Kiadó, Bratislava, 1955
- Egy kárpáti latifundium a hűbéri világ alkonyán. A munkácsi Schönborn-uradalom társadalmi és gazdasági viszonyai a XIX. század első felében; Magyar Kiadó, Bratislava, 1955
- A koronázó város. A bécsi kongresszustól a nagy márciusig. 1818-1848; Gondolat, Bp., 1973
- 1991 A szlovákiai zsidók üldözése (1939–1945); inː Irodalmi szemle, 34/6, 565-576.
- A szlovákiai zsidók üldözése. 1939-1945; szöveggond., szerk. Csanda Gábor; Kalligram, Pozsony, 1993
- Pozsony, az egykori koronázó város. A bécsi kongresszustól a nagy márciusig, 1815-1848; szöveggond., képvál., szerk. Kövesdi János; 2. bőv. kiad.; Pannónia, Pozsony, 1995
- 2005 A pozsonyi zsidóság 18. és 19. századi jog- és gazdaságtörténetéhez. Fórum Társadalomtudományi Szemle 7/4, 269-284.

## Legături externe
- A (cseh)szlovákiai magyarok lexikona 1918-tól[nefuncțională]
- Új Szó 2002. augusztus 23.[nefuncțională]
- Duba Gyula: Emlékezzünk régiekről (tanulmány Sas Andorról, Egri Viktorról és Csanda Sándorról). Irodalmi Szemle 2012